# Thèse du conflit
 (Novembre 2020).
Le contenu est difficilement compréhensible vu les erreurs de traduction, qui sont peut-être dues à l'utilisation d'un logiciel de traduction automatique.
La thèse du conflit est une approche historiographique de l'histoire des sciences qui remonte au XIXe siècle et qui soutient qu'il existe un conflit intellectuel intrinsèque entre la religion et la science et qu'il conduit inévitablement à l'hostilité. La plupart des événements convoqués à l'appui de cette thèse proviennent de l'histoire occidentale. Les historiens de la science ont depuis longtemps rejeté cette thèse,,, et ont au contraire largement accepté l'idée de relations plus complexes entre science et religion. La thèse du conflit reste cependant fortement ancrée « notamment dans l'esprit populaire ».

## Thèse du conflit historique
Dans les années 1800, les relations entre science et religion sont devenues l'objet d'un véritable débat. Auparavant, personne n'avait opposé la science à la religion ou vice versa, bien que des interactions occasionnelles se soient produites dans le passé. Plus précisément, c'est vers le milieu des années 1800 que la question des liens entre science et religion a émergé pour la première fois ,  Avant cette époque, le mot science impliquait encore des dimensions morales et métaphysiques, et n'était pas intrinsèquement liée à la méthode scientifique. Le terme scientifique (désignant la personne pratiquant la science), de son côté, n'est apparu qu'en 1834,. Le scientifique John William Draper (1811-1882) et l'écrivain Andrew Dickson White (1832-1918) sont les représentants les plus influents de la thèse du conflit entre science et religion. Draper avait été orateur à la réunion de l'Association britannique de 1860 qui conduisit au célèbre débat entre l'évêque Samuel Wilberforce et Thomas Henry Huxley sur le darwinisme. Aux États-Unis, la controverse religieuse à propos de  l'évolution biologique se poursuit et culmine dans les années 1870.
Au début des années 1870, le vulgarisateur scientifique américain Edward Livingston Youmans propose à Draper d'écrire un livre sur le conflit entre science et religion. Ce sera l'Histoire du conflit entre religion et science (1874), un livre qui répond aux questionnements du catholicisme romain de l'époque, tels que la doctrine de l'infaillibilité papale. Le livre de Draper est surtout une dénonciation de l'anti-intellectualisme dans la tradition catholique, même s'il émet aussi des critiques contre l'islam et le protestantisme. La préface de Draper résume la thèse du conflit :
« L'histoire de la science n'est pas un simple récit de découvertes isolées ; c'est un récit du conflit de deux puissances rivales, la force expansive de l'intellect humain d'un côté, et la compression découlant de la foi traditionnelle et des intérêts humains de l'autre. »
En 1874, White publie sa thèse dans Popular Science Monthly et sous forme de livre sous le titre The Warfare of Science :
« Dans toute l’Histoire, l’ingérence dans les sciences, dans l’intérêt supposé de la religion, a entraîné, quelque consciencieuse qu’eût été une telle ingérence, les maux les plus effroyables, tant pour la religion que pour la science, et ce invariablement ; et d’autre part, tout examen scientifique mené sans entraves, si dangereux pour la religion qu’eussent pu sembler en leur temps certains des stades de cet examen, s’est invariablement traduit par le plus haut bien, autant pour la religion que pour la science. »
En 1896, White publie Histoire de la lutte entre la science et la théologie, le point culminant de plus de trente ans de recherche et de publications sur le sujet. Il critique ce qu'il estime être des formes restrictives et dogmatiques du christianisme. Dans l'introduction, White souligne qu'il en est venu à ces positions à la suite des difficultés qu'il a rencontrées en voulant soutenir le projet d'Ezra Cornell de fonder une université sans affiliation religieuse, l'université Cornell.
En 1908, l'historien de la médecine James Joseph Walsh (en) critique le point de vue de White, qu'il accuse d'être anti-historique. Dans The Popes and Science; the History of the Papal Relations to Science During the Middle Ages and Down to Our Own Time (1908), qu'il dédie au pape Pie X, il écrit :
« L'histoire de l'opposition supposée de l'Église et des papes et des autorités ecclésiastiques à la science dans l'une de ses branches, est entièrement fondée sur des notions erronées. La plupart est assez imaginaire. Cela tient en grande partie à l'exagération de la signification de  l'incident Galileo. Seuls ceux qui ne connaissent rien de l'histoire de la médecine et de la science continuent de l'héberger. Que le livre du Dr White, contredit si directement par toutes les histoires sérieuses de médecine et de science, aurait dû être lu par tant de milliers de personnes dans ce pays, et aurait dû être pris au sérieux par des hommes instruits, des médecins, des enseignants et même professeurs de sciences qui veulent connaître l'histoire de leurs propres sciences, montre seulement avec quelle facilité même les hommes prétendument éduqués peuvent être amenés à suivre leurs préjugés plutôt que leurs facultés mentales, et souligne le fait que la tradition selon laquelle il n'y a pas de bien qui puisse éventuellement sortir du Nazareth de l'époque d'avant la Réforme, domine toujours l'intellect de nombreuses personnes éduquées qui pensent être loin des préjugés et ont l'esprit parfaitement ouvert à la conviction. »
Dans God and Nature (1986), David Lindberg et Ronald Numbers rapportent que « l'ouvrage de White ne s'est peut-être pas vendu aussi rapidement que celui de Draper (Histoire du conflit entre religion et science), mais en fin de compte il s'est avéré plus influent, en partie, semble-t-il, parce que le travail de Draper a été très vite daté, et parce que l'impressionnante documentation de White donnait l'apparence d'une solide érudition ».
Au cours du XXe siècle, l'acceptation par les historiens de la thèse du conflit a diminué jusqu'à son rejet complet dans les années 1970. Dans son cours sur la science et la religion, l'historien Lawrence Principe résume les travaux de Draper et White par ces mots :
« Alors que nous pouvons aujourd'hui regarder avec étonnement la médiocrité des écrits de Draper et White, leurs livres ont eu un impact énorme, et nous ne pouvons pas le nier. Cela est dû en grande partie à leur grand succès dans la création d'un mythe de la science en tant que religion. Leur mythe de la science en tant que religion est rempli de batailles, de martyres, de saints et de croyances. Et comme nous le savons, ou devrions le savoir, les mythes sont souvent beaucoup plus puissants que les réalités historiques. »
Dans son manuel de cours, Principe écrit :
« Aucun historien sérieux de la science ou de la question science-religion ne soutient aujourd'hui la thèse de la guerre ; ... Les origines de la thèse de la guerre remontent à la fin du XIXe siècle, en particulier dans le travail de deux hommes : John William Draper et Andrew Dickson White. Ces hommes avaient en tête des objectifs politiques spécifiques lorsqu'ils défendaient leur cause, et les fondements historiques de leur travail ne sont pas fiables. »
En ce qui concerne l'érudition du travail de Draper, Principe dit :
« Comment [John William Draper] soutient-il sa thèse du conflit ? Eh bien, malheureusement, avec certains des pires écrits historiques que vous n'ayez jamais rencontrés. Les faits historiques sont inventés, les causes et les chronologies déformées au profit de l’auteur. Nous trouvons des interprétations faites simplement par déclaration. On trouve des citations violemment sorties de leur contexte. Et des exemples, bon nombre d'entre eux où Draper prétend qu'un écrivain historique a dit quelque chose en fait à 180 degrés de ce qu'il prétendait réellement... Une grande partie du livre de Draper est si ridicule, si mélodramatique, si enragée, qu'il est difficile pour une personne bien informée de le lire sans un sourire ironique... Commençons par un exemple simple et notoire : l'idée qu'avant Christophe Colomb, les gens pensaient que le monde était plat. Eh bien, en fait, ce sont Draper et White, en particulier, tous les deux, qui portent le plus de blâme pour avoir popularisé cette vision sans fondement dans la mesure où de nos jours, 80% des enseignants les imposent encore à de pauvres écoliers innocents. Le fait est que, bien sûr, la sphéricité de la Terre a été bien établie au cinquième siècle avant J.-C. par les Grecs, et une bonne mesure de sa circonférence faite au troisième siècle avant J.-C. Et ces faits n'ont jamais été oubliés dans la culture occidentale savante. »
Selon James C. Ungureanu, cependant, Draper et White n'espéraient pas que leurs récits feraient disparaître la croyance religieuse, mais qu'ils la préserveraient. Pour eux, la science était finalement le bouc émissaire d'un débat beaucoup plus ancien qui remontait à la Réforme protestante, où les théologies progressistes et libérales étaient en conflit avec les théologies traditionnelles et orthodoxes.

## Point de vue moderne

### Recherches académiques
Les historiens de la science se sont aujourd'hui éloignés d'un modèle du conflit, qui repose principalement sur deux épisodes historiques (Galilée et Darwin) au profit d'un modèle de « complexité », car des figures religieuses ont pris position des deux côtés de chaque conflit et aucune partie en jeu n'avait pour objectif le discrédit de la religion. Le biologiste Stephen Jay Gould déclare ainsi : « Les récits de White et Draper sur l'interaction réelle entre la science et la religion dans l'histoire occidentale ne diffèrent pas beaucoup. Tous deux racontent l'histoire de progrès brillants continuellement déclenchés par la science. Et tous deux développent et utilisent les mêmes mythes pour soutenir leur récit, parmi lesquels le mythe de la terre plate ». Dans un résumé historiographique de la thèse du conflit, Colin A. Russell, l'ancien président de l'association Christians in Science (en), estime que « Draper prend une telle liberté avec l'histoire, perpétuant des légendes présentées comme des faits, qu'il est désormais à juste titre passé sous silence dans les études historiques sérieuses. Il en va à peu près de même pour White, bien que son appareil proéminent de notes de bas de page prolifiques puisse créer une impression trompeuse de sérieux ».
Dans Science & Religion, Gary Ferngren présente une relation complexe entre science et religion :
« Alors que certains historiens avaient toujours considéré la thèse de Draper-White comme simplifiant et déformant à l'extrême une relation complexe, à la fin du XXe siècle, elle a subi une réévaluation plus systématique. Le résultat est la reconnaissance croissante parmi les historiens de la science que la relation entre la religion et la science a été beaucoup plus positive qu'on ne le pense parfois. Bien que les images populaires de controverse continuent à illustrer l'hostilité supposée du christianisme envers les nouvelles théories scientifiques, des études ont montré que le christianisme a souvent nourri et encouragé les efforts scientifiques, tandis qu'à d'autres moments, les deux ont coexisté sans tension ni tentatives d'harmonisation. Si Galileo et le procès Scopes viennent à l'esprit comme des exemples de conflit, ils étaient des exceptions plutôt que la règle »
Quelques historiens des sciences (tels que Peter Barker, Bernard R. Goldstein et Crosbie Smith) ont émis l'hypothèse que les découvertes scientifiques - comme les lois de Kepler du mouvement planétaire au XVIIe siècle, et la reformulation de la physique en termes d' énergie, au XIXe siècle - ont été entraînées par la religion. Les organisations religieuses et les religieux ont longtemps figuré en bonne place dans les histoires générales de la science, jusqu'à ce que la professionnalisation de l'entreprise scientifique, au XIXe siècle, entraîne des tensions entre les savants adoptant des approches religieuses de la nature et ceux adoptant des approches laïques. Même les exemples les plus célèbres de conflit apparent entre science et religion - le Procès de Galilée (1614), le procès du singe (1925) - n'étaient pas de purs exemples de conflit entre science et religion, mais impliquaient des intérêts personnels et politiques qui jouaient un rôle dans le développement de chaque conflit.

#### Le procès de Galilée

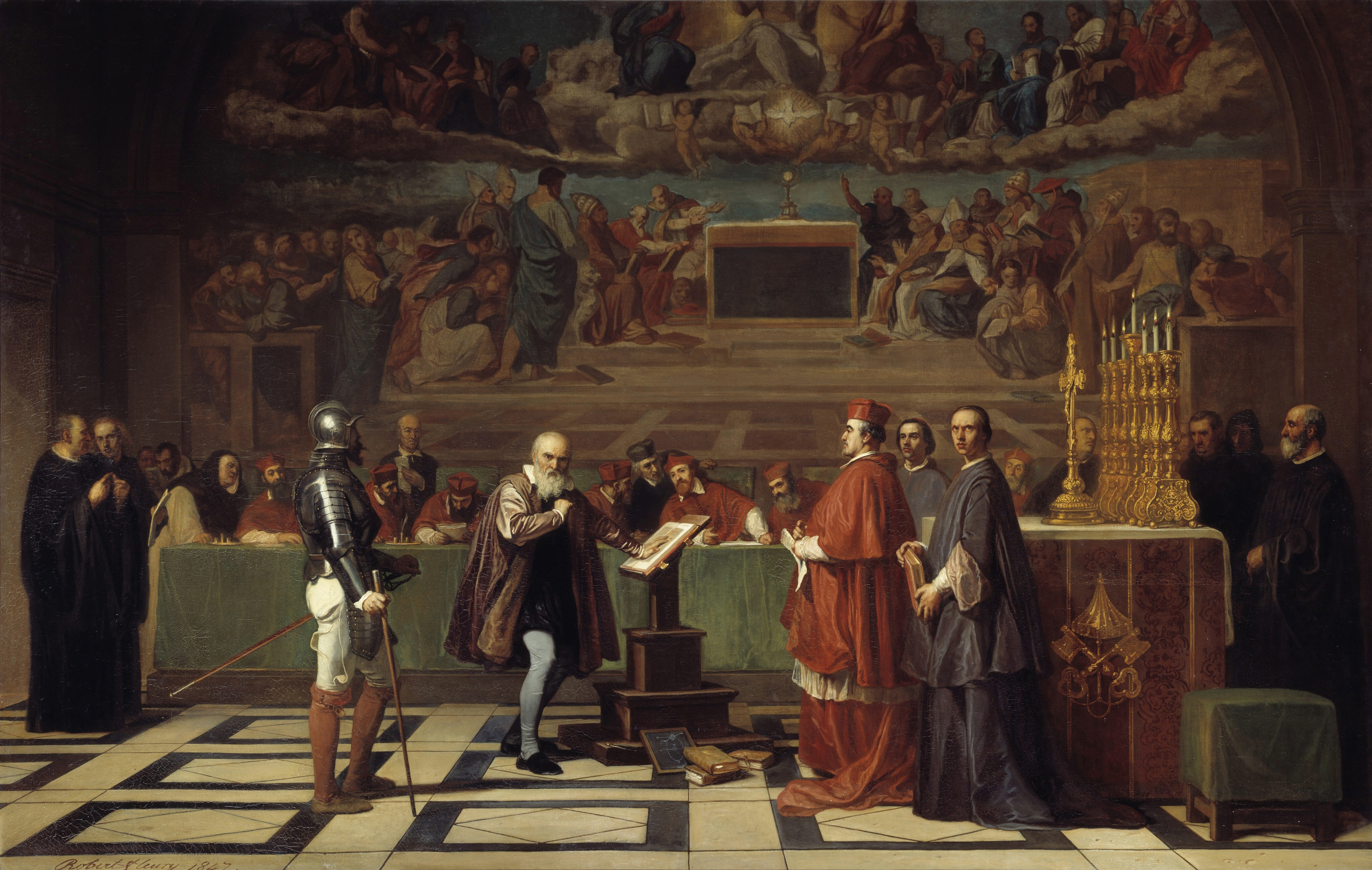
Galilée devant le Saint-Office, une peinture du XIXe siècle par Joseph-Nicolas Robert-Fleury

Le procès de Galilée est un exemple couramment utilisé par les tenants de la thèse du conflit. Maurice Finocchiaro écrit que l'affaire Galilée incarne la vision commune du « conflit entre la science éclairée et la religion obscurantiste », et que cette vision promeut « l'incompatibilité de la science et de la religion ». Finocchiaro écrit : « Je crois qu'une telle thèse est erronée, trompeuse et simpliste ». Finocchiaro décrit également comme mythique l'idée selon laquelle Galilée « a vu » le mouvement de la Terre, puisque cette observation directe n'était possible qu'à partir du XXIe siècle, tout comme l'idée selon laquelle Galilée était « emprisonné », puisqu'il était « en fait assigné à résidence ». Il note que la situation était complexe et que les objections au système copernicien comprenaient des arguments à la fois philosophiques et scientifiques, à côté des arguments théologiques.
L'affaire Galilée est une série d'événements qui commence vers 1610, aboutissant au procès et à la condamnation de Galilée par l'Inquisition catholique romaine en 1633 pour son soutien à l'héliocentrisme. En 1610, Galilée a publié son Sidereus Nuncius (Le Messager des étoiles), décrivant les observations surprenantes qu'il a faites avec un télescope, à savoir les phases de Vénus et les satellites de Jupiter. Avec ces observations, il défend la théorie héliocentrique de Nicolas Copernic, que celui-ci a proposé dans le De revolutionibus orbium coelestium (Des révolutions des sphères célestes) imprimé en 1543. Les découvertes initiales de Galilée se heurtent à une opposition au sein de l'Église catholique et, en 1616, l'Inquisition déclare que l'héliocentrisme est formellement hérétique. Les livres héliocentriques sont interdits et Galilée reçoit l'ordre de s'abstenir de soutenir ou d'enseigner des idées héliocentriques.
Le pape Urbain VIII était un admirateur et un partisan de Galilée, et il est établi qu'il ne croyait pas que la déclaration de l'Inquisition rendait l'héliocentrisme hérétique. Urbain aurait plutôt considéré l'héliocentrisme comme une doctrine potentiellement dangereuse, ou imprudente, qui avait néanmoins son utilité dans les calculs astronomiques. En 1632, Galilée publie son Dialogue sur les deux grands systèmes du monde, qui défend implicitement l'héliocentrisme et rencontre un grand succès. Le pape Urbain VIII ayant demandé que ses propres opinions sur la question soient incluses dans le livre de Galilée, elles sont exprimées par un personnage nommé « Simplicio », « simplet »,. Cela irrite le Pape et affaiblit la position politique de Galilée. Répondant à la controverse croissante sur la théologie, l'astronomie et la philosophie, l'Inquisition romaine intente un procès à Galilée en 1633, et le déclare « avec véhémence suspect d'hérésie », le condamnant à l'emprisonnement à perpétuité . Le Dialogue de Galilée est interdit, la publication de ses œuvres passées ou futures interdite, et on lui ordonne « d'abjurer, de maudire et de détester » les idées héliocentriques. Galilée est assigné à résidence jusqu'à sa mort en 1642.
Les observations favorisant le modèle copernicien au détriment du modèle ptolémaïque, ou d'autres modèles alternatifs, se sont ensuite accumulées au fil du temps : l'émergence de la mécanique newtonienne, l'observation de l'aberration de la lumière par James Bradley au XVIIIe siècle, l'analyse des mouvements orbitaux d'étoiles binaires par William Herschel au XIXe siècle, et la mesure précise de la parallaxe stellaire au XIXe siècle,. Selon le physicien Christopher Graney, les observations de Galilée lui-même ne soutenaient pas réellement la vision copernicienne, mais étaient plus proches du modèle hybride de Tycho Brahe, où la Terre était immobile et tout le reste tournait autour d'elle et du Soleil. L'œuvre de Copernic De revolutionibus orbium coelestium (Des révolutions des sphères célestes), imprimée pour la première fois en 1543, est restée sur l'Index des livres interdits jusqu'en 1758.

### Perceptions des scientifiques et du public
Cette thèse est toujours considérée comme vraie, entièrement ou partiellement, par certains scientifiques, y compris le physicien théoricien et cosmologiste Stephen Hawking, qui a déclaré : « Il existe une différence fondamentale entre la religion, qui est basée sur l'autorité, et la science, qui est basée sur l'observation et la raison. La science gagnera parce qu'elle marche. ». D'autres, comme Steven Weinberg, admettent qu'il est possible que la science et la religion soient compatibles puisque certains scientifiques éminents sont également religieux, mais il voit des tensions importantes qui, globalement, affaiblissent potentiellement les croyances religieuses.
Une étude réalisée sur des scientifiques de 21 universités américaines a montré que la plupart ne percevaient pas de conflit entre la science et la religion. Dans l'étude, l'importance de la religion dans le foyer familial d'origine, la fréquentation actuelle des lieux de culte, l’attitude des pairs à l'égard de la religion, influaient sur le fait que les scientifiques considéraient la religion et la science comme en conflit, ou non. Les scientifiques qui avaient grandi avec une religion et conservé cette identité, ou s'identifiaient comme spirituels, ou avaient une pratique religieuse, avaient tendance à percevoir moins de conflit, voire aucun conflit. Cependant, ceux qui n'assistaient pas aux événements religieux étaient plus susceptibles d'adopter un paradigme de conflit. De plus, les scientifiques étaient plus susceptibles de rejeter la thèse du conflit si leurs pairs avaient une opinion positive de la religion.
L'historien des sciences Ronald Numbers suggère que la théorie du conflit persiste comme une croyance populaire, incluant des scientifiques autant que des membres du clergé, et bien que l'histoire reflète en effet un conflit intellectuel intrinsèque et inévitable entre la religion (judéo-chrétienne) et la science, la théorie est perpétuée par les controverses comme l'opposition entre évolutionnisme et créationnisme, celle des cellules souches et celle du contrôle des naissances. De nombreux groupes religieux ont fait des déclarations concernant la compatibilité entre religion et science, exhortant, par exemple, « les membres de conseils scolaires à préserver l'intégrité du programme de sciences en affirmant que l'enseignement de la théorie de l'évolution est une composante essentielle du savoir humain. Nous demandons que la science reste la science et que la religion reste la religion, deux formes de vérité très différentes, mais complémentaires. ». Le Centre Magis pour la Raison et la Foi a été fondé spécifiquement pour utiliser la science en appui à la croyance en une divinité et à la religion chrétienne. Certains chercheurs tels que Brian Stanley et Denis Alexander affirment que les médias de masse sont en partie responsables de popularisation de la théorie du conflit, notamment du mythe selon lequel avant Christophe Colomb, les gens croyaient que la Terre était plate. David C. Lindberg et Numbers soulignent : « il n'y avait guère de savant chrétien du Moyen Âge qui n'ait pas reconnu la sphéricité de la Terre, et qui ne connaissait pas sa circonférence approximative ». Les chiffres montrent que les affirmations suivantes sont des erreurs découlant de la théorie du conflit qui ont gagné en popularité : « l'Église a interdit les autopsies et les dissections au Moyen Âge », « la montée du christianisme a tué la science ancienne », et « l'Église chrétienne médiévale a empêché la croissance des sciences naturelles ». Certains écrivains chrétiens, notamment Reijer Hooykaas (en) et Stanley Jaki, ont soutenu que le christianisme était important, sinon essentiel, pour l'essor de la science moderne. Lindberg et Numbers, cependant, disent que ces écrits apologétiques manquent d'une étude historique minutieuse et exagèrent les arguments en faveur d'une telle connexion.
Les recherches sur les perceptions de la science parmi le public américain concluent que la plupart des groupes religieux ne voient aucun conflit épistémologique général avec la science, et qu'ils n'ont aucune différence avec les groupes non religieux quant à leur propension à rechercher des connaissances scientifiques, bien qu'il y ait souvent des conflits épistémiques ou moraux quand des scientifiques font des déclarations opposées aux principes religieux,. Le Pew Center tire des conclusions similaires et note également que la majorité des Américains (80 à 90%) soutiennent fermement la recherche scientifique, conviennent que la science améliore la société et la vie des individus, et 8 Américains sur 10 seraient heureux si leurs enfants devenaient scientifiques. Même les créationnistes stricts ont tendance à exprimer des opinions très favorables à l'égard de la science. Une étude menée auprès d'étudiants américains a conclu que la majorité des étudiants de premier cycle en sciences naturelles et sciences sociales ne voient pas de conflit entre la science et la religion. Une autre conclusion de l'étude était qu'il est plus facile pour les étudiants de passer d'une perspective de conflit à une perspective d'indépendance ou de collaboration, que l'inverse.

## Voir également
- Antireligion
- Antithéisme
- Boundary-work (en)
- Concordisme
- Continuity thesis (en)
- Foi et raison
- Fidéisme
- Mythe de la Terre plate
- Non-overlapping magisteria (en)
- Tolérance religieuse
- Relation entre science et religion